# Akaki Tchenkéli
Akaki Tchenkéli (en géorgien : აკაკი ჩხენკელი), né le 19 mai 1874 à Khoni en Géorgie, à l'époque dans l'Empire russe, était un homme politique russe, transcaucasien, et géorgien, membre du Parti ouvrier social-démocrate de tendance menchévique, exilé en France à la suite de l'invasion de son pays par l'Armée rouge, et mort le 5 janvier 1959 à Paris .
Il fut tour à tour ministre et président du comité exécutif de la République démocratique fédérative de Transcaucasie  (Arménie, Azerbaïdjan, Géorgie) et ministre de la République démocratique de Géorgie.

## Biographie

### La jeunesse
Il étudie tour à tour la littérature et le droit à Kiev, Berlin et Londres. Il sympathise avec le mouvement social-démocrate et en 1903 se range dans la tendance menchévique du Parti ouvrier social-démocrate de Russie.

### Député à la Douma russe
En septembre 1912, il est élu représentant d'une circonscription du territoire géorgien à la IVe Douma accordée par le tsar Nicolas II. Il lui est attribué une appartenance maçonnique au Grand Orient de l’Empire russe, par un historien polonais.

### Ministre et chef de l'exécutif de la République démocratique fédérative de Transcaucasie
En février 1917, il est membre du soviet de Tiflis et en novembre devient ministre des Affaires étrangères du Haut Commissariat à la Transcaucasie (Arménie, Azerbaïdjan et Géorgie), ne reconnaissant plus l'autorité de Petrograd après le coup d’État bolchévique.
Le 10 février 1918 le Haut commissariat à la Transcaucasie disparaît au profit de la République démocratique fédérative de Transcaucasie, d'une Assemblée parlementaire (le Sejm) et d'un Exécutif, dans lequel Akaki Tchenkéli est reconduit aux Affaires étrangères.
Le 17 février, Lénine fait envoyer aux autorités transcaucasiennes une dépêche informant que -dans le cadre des négociations de paix séparée entre la Russie soviétique et l'Empire allemand- les districts géorgiens d'Ardahan, d'Artvin, de Batoumi et le district arménien de Kars seront cédés à l'Empire ottoman .
Le 4 mars, il conduit à Trébizonde la délégation transcaucasienne auprès des représentants ottomans. Le 26 mars, un ultimatum militaire est lancé contre la République démocratique fédérative de Transcaucasie qu'il est contraint d'accepter, convaincu que l'Empire allemand -allié des Ottomans- sera la seule puissance qui pourra les contenir. Le 31 mars, le Sejm le désavoue. Le 1er avril, l'armée ottomane envahit Batoumi. Le 9 avril, le Sejm se range à son avis et le nomme chef de l'Exécutif transcaucasien. Le 10 avril, il reprend les négociations avec l'Empire ottoman et doit se résoudre à faire évacuer les dernières troupes russes et arméniennes du district de Kars au profit des troupes ottomanes. La Grande-Bretagne et la France expriment leur mécontentement.
En mai, l'Empire ottoman revendique de nouveaux territoires, Akhaltsikhé, Akhalkalaki, Alexandropol et le chemin de fer d'Alexandropol à Djoulfa. Akaki Tchenkéli ne peut concilier au sein de la délégation transcaucasienne les intérêts divergents des représentants arméniens, azéris (sensibles aux positions ottomanes) et géorgiens et les portent devant le Sejm. Devant l'impossibilité de parvenir à un accord, les trois nationalités dissolvent la République démocratique fédérative de Transcaucasie et proclament leurs indépendances respectives.
Selon le journaliste suisse Jean Martin, le 26 août 1920, il croit encore au concept de fédération caucasienne : "Je crois à l'avenir d'une fédération caucasienne. Déjà, dans les montagnes, commencent les soulèvements, facilités par les succès de Wrangel. La République géorgienne, la seule qui, jusqu'ici, ait réussi à mettre en pratique dans l'ordre et la sécurité, les principes de la Révolution russe, dont elle est issue, s'entendra avec l'Arménie, l'Azerbaïdjan libéré et le Caucase du Nord pour former une grande Confédération s'inspirant de l'idéal suisse".

### Ministre de la République démocratique de Géorgie
Le 26 mai 1918, la République démocratique de Géorgie est proclamée. L'Empire allemand la reconnait immédiatement et exerce une protection de facto de son territoire, en particulier vis-à-vis des troupes ottomanes. Akaki Tchenkéli est nommé ministre des Affaires étrangères du 1er gouvernement présidé par Noé Ramichvili et du 2e gouvernement présidé par Noé Jordania.
En avril 1919, après l'élection de l'Assemblée constituante géorgienne, il est nommé ministre plénipotentiaire pour l'Europe et à ce titre supervise la Légation géorgienne à Paris, qui deviendra la dernière représentation diplomatique à l'étranger de la République démocratique de Géorgie.

### Exilé politique en France
En mars 1921, l'invasion du territoire géorgien par les armées de la Russie soviétique le surprend en Europe.
En 1942, devenu président de l'Office des réfugiés géorgiens en France, Akaki Tchenkéli  couvre l'opération illégale de sauvetage de 243 familles juives (dont une vingtaine de familles géorgiennes), menée par son directeur Sossipatré Assathiany, au péril de sa vie.

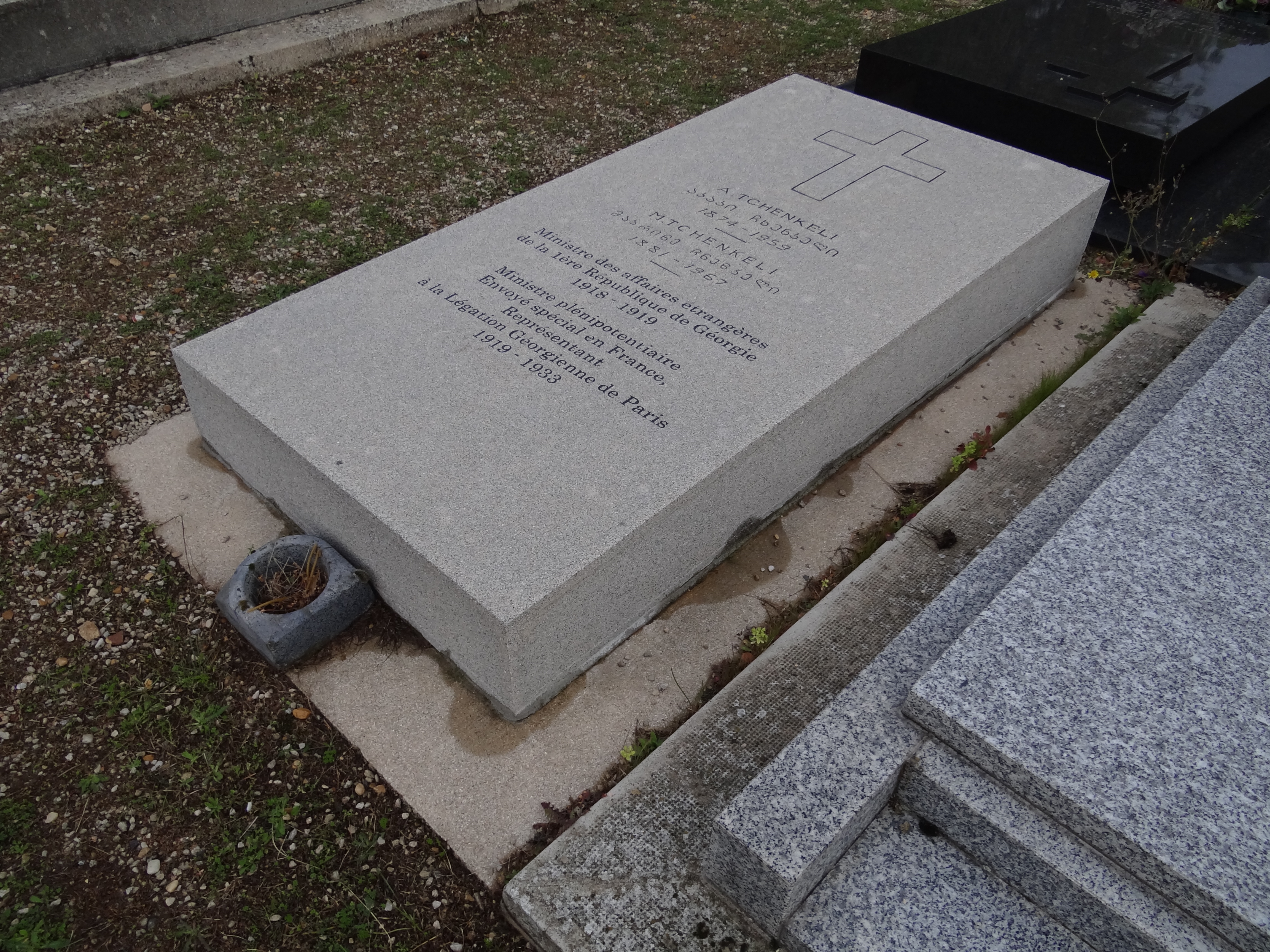
La tombe d'Akaki Tchenkéli au cimetière de Leuville-sur-Orge (Essonne).

Il meurt en 1959 et est inhumé au carré géorgien du cimetière de Leuville-sur-Orge.